# 1985年のNBAドラフト
1985年のNBAドラフトは、1985年度のNBAドラフト。1985年6月18日、アメリカ合衆国ニューヨーク州ニューヨークで開催された。7巡まで162人の選手が指名された。この年のドラフトよりドラフト・ロッタリーが用いられた。
この年のドラフトは、1996年と並び、ドラフトロッタリー制度が導入後、パトリック・ユーイング、カール・マローン、クリス・マリンなど最多の10人がNBAオールスターゲームに選出されている。

## ドラフト指名
| PG | ポイントガード | SG | シューティングガード | SF | スモールフォワード | PF | パワーフォワード | C | センター |

| * | バスケットボール殿堂入り      |
| ^ | 現役プレーヤー                |
| S | NBAオールスター               |
| A | オールNBAチーム               |
| R | NBAオールルーキーチーム       |
| D | NBAオールディフェンシブチーム |
| C | NBAチャンピオン               |
| F | ファイナルMVP                 |
| # | NBAでのプレー経験なし         |
| M | シーズンMVP                   |

### 1巡目
| 指名順 | 選手名                            | 経歴 | 国籍           | 指名チーム                                                           | 出身校など                             |
| ------ | --------------------------------- | ---- | -------------- | -------------------------------------------------------------------- | -------------------------------------- |
| 1      | パトリック・ユーイング (C)        |      | アメリカ合衆国 | ニューヨーク・ニックス                                               | ジョージタウン                         |
| 2      | ウェイマン・ティスデイル (PF)     |      | アメリカ合衆国 | インディアナ・ペイサーズ                                             | オクラホマ                             |
| 3      | ベノイト・ベンジャミン (C)        |      | アメリカ合衆国 | ロサンゼルス・クリッパーズ                                           | クレイトン                             |
| 4      | ゼイビア・マクダニエル (PF)       |      | アメリカ合衆国 | シアトル・スーパーソニックス                                         | ウィチタ州立                           |
| 5      | ジョン・コンカック (C)            |      | アメリカ合衆国 | アトランタ・ホークス                                                 | 南メソジスト                           |
| 6      | ジョー・クライン (C)              |      | アメリカ合衆国 | サクラメント・キングス                                               | アーカンソー                           |
| 7      | クリス・マリン (SF)               |      | アメリカ合衆国 | ゴールデンステート・ウォリアーズ                                     | セントジョンズ                         |
| 8      | デトレフ・シュレンプ (PF/SF)      |      | ドイツ         | ダラス・マーベリックス（クリーブランドの指名権）                     | ワシントン                             |
| 9      | チャールズ・オークリー (PF)       |      | アメリカ合衆国 | クリーブランド・キャバリアーズ                                       | バージニアユニオン                     |
| 10     | エド・ピンクニー (PF)             |      | アメリカ合衆国 | フェニックス・サンズ                                                 | ヴィラノヴァ                           |
| 11     | キース・リー (C)                  |      | アメリカ合衆国 | シカゴ・ブルズ                                                       | メンフィス州立                         |
| 12     | ケニー・グリーン (F)              |      | アメリカ合衆国 | ワシントン・ブレッツ                                                 | ウェイク・フォレスト                   |
| 13     | カール・マローン (PF)             |      | アメリカ合衆国 | ユタ・ジャズ                                                         | ルイジアナ工科                         |
| 14     | アルフレッドリック・ヒューズ (SG) |      | アメリカ合衆国 | サンアントニオ・スパーズ                                             | ロヨタ                                 |
| 15     | ブレア・ラスムッセン (C)          |      | アメリカ合衆国 | デンバー・ナゲッツ（ポートランドの指名権）                           | オレゴン                               |
| 16     | ビル・ウェニントン (C)            |      | カナダ         | ダラス・マーベリックス（ニュージャージーの指名権）                   | セントジョンズ                         |
| 17     | ウヴェ・ブラブ (C)                |      | ドイツ         | ダラス・マーベリックス                                               | インディアナ                           |
| 18     | ジョー・デュマース (SG)           |      | アメリカ合衆国 | デトロイト・ピストンズ                                               | マクニース州立                         |
| 19     | スティーブ・ハリス (SG)           |      | アメリカ合衆国 | ヒューストン・ロケッツ                                               | タルサ                                 |
| 20     | サム・ビンセント (SG)             |      | アメリカ合衆国 | ボストン・セルティックス（デンバーからダラスを経た指名権）           | ミシガン州立                           |
| 21     | テリー・キャトリッジ (PF)         |      | アメリカ合衆国 | フィラデルフィア・セブンティシクサーズ                               | 南アラバマ                             |
| 22     | ジェリー・レイノルズ (G/F)        |      | アメリカ合衆国 | ミルウォーキー・バックス                                             | ルイジアナ州立                         |
| 23     | A・C・グリーン (PF)               |      | アメリカ合衆国 | ロサンゼルス・レイカーズ                                             | オレゴン州立                           |
| 24     | テリー・ポーター (PG)             |      | アメリカ合衆国 | ポートランド・トレイルブレイザーズ（ボストンからダラスを経た指名権） | ウィスコンシン大スティーブンスポイント |

## 2巡目
| 指名順 | 選手名                        | 経歴 | 国籍           | 指名チーム                                     | 出身校など                 |
| ------ | ----------------------------- | ---- | -------------- | ---------------------------------------------- | -------------------------- |
| 25     | マイク・スムレック (C)        |      | カナダ         | ポートランド・トレイルブレイザーズ             | カニシャス                 |
| 26     | ビル・マーティン (F)          |      | アメリカ合衆国 | インディアナ・ペイサーズ                       | ジョージタウン             |
| 27     | ドウェイン・マクレイン (SG)   |      | アメリカ合衆国 | インディアナ・ペイサーズ                       | ヴィラノヴァ               |
| 28     | ケン・ジョンソン (F)          |      | アメリカ合衆国 | シカゴ・ブルズ                                 | ミシガン州立               |
| 29     | マイク・ブリテン (C)          |      | アメリカ合衆国 | サンアントニオ・スパーズ                       | サウスカロライナ           |
| 30     | カルビン・ダンカン (C)        |      | アメリカ合衆国 | クリーブランド・キャバリアーズ                 | バージニア・コモンウェルス |
| 31     | マヌート・ボル (C)            |      | スーダン       | ワシントン・ブレッツ                           | ブリッジポート             |
| 32     | ニック・ヴァノス (C)          |      | アメリカ合衆国 | フェニックス・サンズ                           | サンタクララ               |
| 33     | グレッグ・ストークス (F/C)    |      | アメリカ合衆国 | フィラデルフィア・セブンティシクサーズ         | アイオワ                   |
| 34     | オーブリー・シェロッド (SG)   |      | アメリカ合衆国 | シカゴ・ブルズ                                 | ウィチタ州立               |
| 35     | タイロン・コービン (SF/PF)    |      | アメリカ合衆国 | サンアントニオ・スパーズ                       | デポール                   |
| 36     | イヴォン・ジョセフ (C)        |      | ハイチ         | ニュージャージー・ネッツ                       | ジョージア工科             |
| 37     | キャリー・スカリー (F)        |      | アメリカ合衆国 | ユタ・ジャズ                                   | ロングアイランド           |
| 38     | フェルナンド・マルティン (PF) |      | スペイン       | ニュージャージー・ネッツ                       | レアル・マドリード         |
| 39     | ジョージ・モンゴメリー        |      | アメリカ合衆国 | ポートランド・トレイルブレイザーズ             | イリノイ                   |
| 40     | マーク・アクレス (F/C)        |      | アメリカ合衆国 | ダラス・マーベリックス                         | オーラルロバーツ           |
| 41     | ロレンゾ・チャールズ (PF)     |      | アメリカ合衆国 | アトランタ・ホークス                           | ノースカロライナ州立       |
| 42     | ボビー・リー・ハート          |      | アメリカ合衆国 | ゴールデンステート・ウォリアーズ               | アラバマ                   |
| 43     | バリー・スティーブンス (G/F)  |      | アメリカ合衆国 | デンバー・ナゲッツ                             | アイオワ州立               |
| 44     | ヴォイス・ウィンターズ (SG)   |      | アメリカ合衆国 | フィラデルフィア・セブンティシクサーズ         | ブラッドリー               |
| 45     | ジョン・ウィリアムズ (PF)     |      | アメリカ合衆国 | クリーブランド・キャバリアーズ                 | チューレーン               |
| 46     | エイドリアン・ブランチ (SF)   |      | アメリカ合衆国 | シカゴ・ブルズ（レイカーズからの指名権）       | メリーランド               |
| 47     | ジェラルド・ウィルキンス (SG) |      | アメリカ合衆国 | ニューヨーク・ニックス（ボストンからの指名権） | テネシー大チャタヌーガ     |

## 3巡目以降で指名された主な選手
- 49 ブラッド・ライト (PF) ゴールデンステート・ウォリアーズ UCLA
- 54 サム・ミッチェル (SG) ヒューストン・ロケッツ マーサー大学
- 59 セドリック・トニー (PG) アトランタ・ホークス デイトン大学
- 61 ペリー・ヤング (SG) ポートランド・トレイルブレイザーズ バージニア工科大学
- 63 ハロルド・キーリング (SG) ダラス・マーベリックス サンタクララ大学
- 66 マイケル・アダムス (C) サクラメント・キングス ボストンカレッジ
- 69 マイク・ブラウン (C) シカゴ・ブルズ ジョージワシントン大学
- 73 フレッド・コフィールド (PG) ニューヨーク・ニックス 東ミシガン大学
- 75 アレックス・スティブリンズ (F) シアトル・スーパーソニックス コロラド大学
- 77 アルヴィーダス・サボニス (C) アトランタ・ホークス （BCジャルギリス、ソビエト連邦）
- 79 マーク・デービス クリーブランド・キャバリアーズ オールドドミニオン大学
- 82 スコット・ロス (SF) サンアントニオ・スパーズ ウィスコンシン大学
- 83 デラニー・ラッド (G) ユタ・ジャズ ウェイクフォレスト大学
- 84 ジョン・バトル (SG) アトランタ・ホークス ラトガース大学
- 87 スパッド・ウェブ (PG) デトロイト・ピストンズ ノースカロライナ州立大学
- 89 ピート・ウィリアムズ (PF) デンバー・ナゲッツ アリゾナ大学
- 90 デリック・ガービン (PF) フィラデルフィア・セブンティシクサーズ テキサス大学サンアントニオ校
- 139 ラルフ・ルイス (SG) ボストン・セルティックス ラサール大学
- 144 マイク・フェルプス (SG) シアトル・スーパーソニックス アルコーン州立大学
- 160 マリオ・エリー (SG/SF) ミルウォーキー・バックス アメリカンインターナショナルカレッジ